# Sinval Saldanha
Sinval Saldanha (Caçapava, hoje Capaçava do Sul, 3 de outubro de 1886 — 2 de agosto de 1963) foi um advogado e político brasileiro, que ocupou o posto de governador do estado do Rio Grande do Sul por um breve período, durante a Revolução de 1930.
Saldanha, nas primeiras décadas do século XX, foi promotor público nas cidades gaúchas de Caçapava do Sul, Santa Maria, Bagé e Porto Alegre, envolvendo-se posteriormente na política, ao ingressar no Partido Republicano Rio-grandense. Secretário do Interior no governo estadual de Getúlio Vargas, entre 1928 e 1930, chegou a assumir a presidência do estado durante a Revolução de 1930, quando Osvaldo Aranha, substituto de Vargas, foi ao Rio de Janeiro unir-se às forças revolucionárias que derrubaram Washington Luís.
Governou o Rio Grande do Sul por um mês e um dia, até que Getúlio Vargas, já na presidência da República, indicou José Antônio Flores da Cunha interventor federal no estado. Saldanha retornou então ao cargo de Secretário do Interior, onde permaneceu na primeira metade do governo Flores da Cunha.